# Plasmodesmata
Plasmodesmata (singular: plasmodesma) är cytoplasmatiska kanaler genom porer i två närliggande cellväggar, som tillåter sammansmältning av plasmamembraner och kemisk kommunikation mellan celler.
Det kan finnas tusen plasmodesmataförbindelser mellan en växtcell och dess grannar, tack vare detta så kan t.o.m. proteiner och RNA förflyttas mellan cellerna. Några av dessa plasmodesman bildas under cytokines när cellplattan deponeras.
Evolutionen har gett vissa växtvirus ett smart sätt att använda denna intracellulära förbindelse till sin fördel.